# Los Mangales
Los Mangales är en ort i Mexiko.   Den ligger i kommunen San Juan Bautista Tuxtepec och delstaten Oaxaca, i den sydöstra delen av landet, 300 km öster om huvudstaden Mexico City. Los Mangales ligger 24 meter över havet och antalet invånare är 242.
Terrängen runt Los Mangales är platt. Runt Los Mangales är det ganska tätbefolkat, med 160 invånare per kvadratkilometer. Närmaste större samhälle är Tuxtepec, 12,4 km sydost om Los Mangales. Trakten runt Los Mangales består till största delen av jordbruksmark.